# Albator
Pour les articles homonymes, voir Albator (homonymie).
 (juin 2024).
Albator (ハーロック, Hārokku, Harlock en version originale) est un personnage de fiction créé par Leiji Matsumoto en 1969 dans le manga Dai-kaizoku Harlock.
Dans les pays francophones, il est surtout connu comme héros des séries Albator, le corsaire de l'espace (Albator 78) et Albator 84, diffusées dans les années 1980, et plus récemment du film d'animation japonais Albator, corsaire de l'espace, sorti en décembre 2013.

## Biographie du personnage
2964 : Albator est le fils de Great Harlock, le légendaire pirate de l'espace aux côtés duquel il combat le dieu Wotan et ses créatures venues du Walhalla, alors qu'il n'est qu'un enfant. Il vit à bord du vaisseau spatial Death Shadow (L'Ombre de la Mort), en compagnie de son ami de toujours, Toshirō.
Lors de cette première aventure, il commence par fuir les bas-fonds de la Terre où lui et ses semblables sont considérés comme des parias. Il croise ensuite sur sa route Emeraldas et Maetel, les deux filles d'Andromeda Promethium, reine de Râmetal mais aussi Hellmotheria. Il devient le protégé de Brünhilde et des Walkyries et est le témoin d'un extraordinaire combat de son père à bord du Death Shadow I contre une flotte de 168 000 vaisseaux Phantasma venue du néant. Combat au cours duquel Great Harlock disparaît avec cette immense flotte.
Les années passent et Albator est maintenant adulte. Il continue de parcourir la mer du dessus. Parti à la recherche de Miimé, il apprend que le frère de Miimé, Albérich, a dérobé l'or du Rhin pour forger un anneau au pouvoir effrayant. Il déjoue les pièges du Nibelung et finit par récupérer l'anneau, provoquant la colère de Wotan, qui retourne en 2964 pour s'attaquer à son père, Great Harlock.
Quelques années plus tard, Albator affronte un nouvel ennemi. La Terre est aux mains des humanoïdes. Il apprend lors d'un interrogatoire où les humanoïdes sondent leurs esprits que le lien qui l'unit à Toshirō existe depuis la Seconde Guerre mondiale, où l'ancêtre d'Albator, Walter von Harlock, pilote de guerre allemand, rencontre celui de Toshirō. Albator est un « col noir », distinction qui au XXXe siècle équivaut à la médaille du courage. Alors qu'il fuit la Terre, il est blessé à l'œil et son visage est balafré, comme celui de son père. Maya, la femme de sa vie mais aussi « la voix de la liberté », est tuée par les humanoïdes. Albator, Toshirō et l'équipage de l'Atlantis quittent la Terre sans regret et partent dans un long voyage à la recherche de la planète idéale. Ils seront néanmoins poursuivis par Monsieur Zon et les humanoïdes. C'est au cours de ce voyage que Toshirō donnera sa vie au profit de l'ordinateur de l'Arcadia. Albator perd son meilleur ami.
2977 : alors que la Terre vit de nouveau en paix, une nouvelle menace plane. Des extraterrestres mi-humaines mi-plantes, les Sylvidres, ont décidé de reprendre la Terre qui leur appartenait il y a des millénaires. Albator s'interpose pour protéger l'humanité. Ces redoutables ennemis vaincus, Albator retourne sur Terre et débarque l'équipage, excepté Miimé. Ils repartent seuls dans l'espace. Pourtant, quelques années plus tard, Albator doit reconstituer son équipage pour combattre une nouvelle menace, Noo.

## Description

### Physique
Albator est un personnage longiligne, élégant et d'aspect un peu fragile. Il a perdu un œil lors d'un combat contre les humanoïdes. Il porte de fait un bandeau et est marqué d'une balafre au visage. Son regard dur, ses cicatrices et sa grande cape noire compensent son allure.
Son costume dans la livrée Albator 78, est noir, avec un pantalon blanc. Dans Albator 84, et dans la plupart de ses apparitions dans les autres séries, il est tout de noir vêtu. Il porte un sabre muni d'un canon laser, ainsi qu'un « cosmodragoon », un pistolet spécial dont il n'existe que quelques exemplaires dans l'univers.

### Personnalité
Albator est un homme déterminé, implacable et semble sans pitié mais sa vie est dictée par un code d'honneur, et il fait souvent preuve de compassion.
C'est un être intelligent, idéaliste, cultivé et courageux. Son sens logique, sa bravoure et son esprit pratique font de lui un capitaine respecté par ses hommes d'équipage et craint par ses ennemis. Il apparaît nettement comme l'archétype du héros romantique, un chevalier se battant pour faire respecter ses convictions et sauver des causes perdues. Cette détermination l'amène à s'opposer au gouvernement, et les humanoïdes lui attribuent le code S00999 dans leur liste de personnes dissidentes.
Dans le film Albator 84, Zoll le qualifie de meilleur capitaine de l'armée terrienne durant la guerre perdue contre les envahisseurs humanoïdes.

## Vaisseaux
- le Death Shadow 1 : vu dans les épisodes L'Anneau des Nibelungen : Les Walkyries et L'Anneau des Nibelungen : Siegfried que commande son père, Great Harlock.
- le Death Shadow 2 : vu à la fin de L'Anneau des Nibelungen : Siegfried et Cosmowarrior Zero. C'est le premier vaisseau qu'Albator commande.
- Le Death Shadow 3 : vu dans Albator 84 : L'Atlantis de ma jeunesse et Albator 84. Il a la même apparence que le 1.
- l’Arcadia 1 : vu dans aucun média.
- l’Arcadia 2 : vu dans aucun média.
- l’Arcadia 3 : vu dans Harlock Saga et L'Anneau des Nibelungen : L'Or du Rhin.
- l’Arcadia 4 (Atlantis dans la VF) : vu dans Albator 84. Même apparence que l’Arcadia 3, à quelques détails de couleurs près.
- l’Arcadia 5 (Atlantis dans la VF) : vu dans Capitaine Albator et Albator, le corsaire de l'espace. Cette version de l'Arcadia a le même apparence que le Death Shadow 2.
- l’Arcadia 6 : vu dans Captain Herlock : The Endless Odyssey. Même apparence que l'Arcadia 3, avec des variantes de couleurs à certains endroits du vaisseau.
- l’Arcadia 7[7] : vu dans aucun média.
- l’Arcadia 8 : vu dans aucun média.
- l’Arcadia 9 : vu dans aucun média.

Les Arcadia 8 et 9 sont mentionnés par Toshirō dans l'épisode L'Anneau des Nibelungen : L'Or du Rhin.
Dans le long métrage d'animation Albator, corsaire de l'espace de 2013, l’Arcadia était un vaisseau militaire  de classe Death Shadow transformé par la « malédiction de la matière noire » qui lui a donné l'aspect sombre et torturé qu'il arbore dès lors. Il existe trois versions (du même vaisseau) supplémentaires de l'Arcadia dans ce même film.

## Création du personnage
Ce personnage de capitaine pirate hantait l'imagination de Leiji Matsumoto depuis le lycée, mais s'appelait à l'époque capitaine Kingston,. Sa première apparition a lieu en 1969 dans le manga Dai-Kaizoku Captain Harlock. Courant des années 1970, le personnage s'affine peu à peu au fil de ses apparitions dans d'autres mangas de l'auteur, comme Gun Frontier ou Diver Zero. Il atteint sa pleine maturité en 1977 avec le manga Capitaine Albator et son adaptation télévisée Albator, le corsaire de l'espace. Suivirent alors de nombreuses œuvres, mangas ou anime, mettant en scène le personnage.
Matsumoto a été inspiré par Musashi Miyamoto, le légendaire guerrier samouraï, pour créer son personnage.

### À propos du nom

#### Harlock
Franklin Harlock Jr. est le nom complet original d'Albator. Dans Dai-kaizoku Harlock, le premier manga contant les aventures du pirate, il est nommé Phantomunt Harlock mais il est possible que ce personnage soit en réalité Great Harlock, le père d'Albator. La transcription apparaît parfois comme Harlock ou Herlock. Il existe deux transcriptions pour la version japonaise du nom : Herlock et Harlock ; les deux transcriptions sont correctes. Toutefois, la graphie Herlock est celle privilégiée par les Japonais[réf. nécessaire].
L'origine du nom Harlock vient du fait que Leiji Matsumoto, lorsqu'il était jeune, vers 1949, avait pris l'habitude de crier « Her-lock » pour rythmer ses pas. Il avait vu ça dans un film étranger. Il a gardé cette expression pour le nom de son personnage. Après avoir lu un fait divers dans le journal, où un citoyen allemand du nom de Herlock avait été renversé à Tokyo, Matsumoto s'est rendu compte que Herlock était un vrai nom.

#### Albator
Le changement de nom en français est attribué à la trop grande proximité de Capitaine Harlock avec le Capitaine Haddock dans Tintin,.
Éric Charden et Jacques Canestrier se disputent la paternité du nom Albator. D'après Éric Charden, Albator est inspiré du nom d'un ami rugbyman, Jean-Claude Ballatore, combiné avec albatros,.

### Film en prise de vues réelles
Après qu'un film en prise de vues réelles ait longtemps été mis en projet par Jean-Pierre Dionnet, le réalisateur belge Olivier Van Hoofstadt (Dikkenek, Go Fast) crée la surprise, le 30 juillet 2017, en annonçant qu'il réalisera la première adaptation en prises de vues réelles du célèbre corsaire de l'espace. Avec le scénariste de bande dessinée Luc Brunschwig au scénario et sur base du manga de Leiji Matsumoto. Une série d'annonces prevoyait la sortie du film pour 2020,,.  Sur fond de tension entre le réalisateur et le scénariste d'un côté, et le producteur de l'autre, le projet n'a pas abouti,.

## Œuvres où le personnage apparaît

### Manga
- Dai-Kaizoku Captain Harlock (Leiji Matsumoto, 1969)
- Shishunki 100 man – Nen Gun Frontier (Leiji Matsumoto, 1972)
- Gun Frontier (Leiji Matsumoto, 1972-1975, 3 volumes)
- Stanley no majo (Leiji Matsumoto, 1973)
- Uchû senkan Death Shadow (Leiji Matsumoto, 1975)
- Diver 0 (Leiji Matsumoto, 1975)
- Capitaine Albator (Leiji Matsumoto, 1977-1979, 5 volumes)
- Galaxy Express 999 (銀河鉄道999, Ginga Tetsudō Three Nine?), Leiji Matsumoto, 1977-1981 (14 volumes), 1996-2005 (7 volumes)
- Queen Emeraldas (Leiji Matsumoto, 1978, 4 volumes)
- Waga seishun no Harlock (Leiji Matsumoto, 1980)
- L'Anneau des Nibelungen (Nibelung No Yubiwa, Leiji Matsumoto, 2002-2008, 8 volumes)
- The Endless Odyssey  (Leiji Matsumoto), 2002
- Albator SSX Dimension Voyage (Leiji Matsumoto) (2016-2020, 10 volumes)

### Films d'animation
- Albator : Le Mystère de l'Atlantis (宇宙海賊キャプテンハーロック アルカディア号の謎, Uchu Kaizoku Captain Harlock Arcadia Go no Nazo?), Rintaro, 1978) avec Makio Inoue
- Albator 84 : L'Atlantis de ma jeunesse (わが青春のアルカディア|Waga seishun no Arcadia|, Tomoharu Katsumata, 1982) avec Makio Inoue (VF : François Leccia)
- Albator, corsaire de l'espace (宇宙海賊キャプテンハーロック, , Uchu Kaizoku Captain Harlock?), Shinji Aramaki, 2013) avec Shun Oguri (VF : Mathieu Moreau)

### Séries animées
- Albator, le corsaire de l'espace (宇宙海賊キャプテンハーロック, Uchū Kaizoku Kyaputen Hārokku?), Rintaro, 1978-1979, 42 épisodes) avec Makio Inoue (VF : Richard Darbois)
- Albator 84(わが青春のアルカディア 無限軌道SSX (Waga seishun no Arcadia - Mugen kidō SSX?), Tomoharu Katsumata, 1982-1983, 22 épisodes) avec Makio Inoue (VF : François Leccia)
- Galaxy Express 999 (銀河鉄道999, Ginga Tetsudō Three Nine?), Nobutaka Nishizawa, 1978-1981, 113 épisodes) avec Makio Inoue
- La Jeunesse d'Albator - Cosmowarrior Zero (Cosmowarrior Zero, Kazuyoshi Yokota, 2001, 13 épisodes) avec Eiji Takemoto
- La Jeunesse d'Albator - Cosmowarrior Zero (Young Harlock o Oe ! Cosmowarrior Zero Gaiden, Kazuyoshi Yokota, 2001, 2 épisodes) avec Eiji Takemoto
- Gun Frontier (Soichiro Zen, 2002, 13 épisodes) avec Eiji Takemoto
- Space Symphony Maetel (Masaki Sinichi, 2004, 13 épisodes) avec Eiji Takemoto

### OAV
- Queen Emeraldas (クィーン・エメラルダス?), Yuji Asada, 1998-1999, 4 épisodes) avec Makio Inoue (VF : Richard Darbois)
- Harlock Saga (Harlock Saga : Nibelung no yubiwa - Rhein no ôgon, Yoshio Takeuchi, 1999, 6 épisodes) avec Kôichi Yamadera (VF : Richard Darbois)
- Captain Harlock : The Endless Odyssey (Space Pirate Captain Herlock Outside Legend, The endless odyssey, Rintaro, 2002, 13 épisodes) avec Kôichi Yamadera (VF : Richard Darbois)

### Documentation
- Christophe Quillien, « Petites pestes et femmes fatales : la reine Sylvidra », dans Méchants : crapules et autres vilains de la bande dessinée, Huginn & Muninn, novembre 2013 (ISBN 2364801257), p. 60-61.